# Holt-Oram-Syndrom
Das Holt-Oram-Syndrom – auch (vereinfachend) als atriodigitale Dysplasie bezeichnet – zählt zu den sogenannten Herz-Hand-Syndromen.
Es ist eine autosomal-dominant vererbte Besonderheit auf der Grundlage einer Genmutation, die durch Fehlbildungen des Daumens (Triphalangealer Daumen) oder der Speiche (Klumphand) und des Herzens (häufig Vorhofseptum- und Ventrikelseptumdefekte) gekennzeichnet ist.
Erstbeschreibung erfolgte 1960 durch die britische Kinderärztin Mary Holt und den Kardiologen Samuel Oram.

## Auftretenshäufigkeit
Das Syndrom tritt vergleichsweise selten auf, die durchschnittliche Auftretenshäufigkeit liegt bei etwa 1:100.000, wobei es in 85 % der Fälle sporadisch aufgrund einer Neumutation entsteht.

## Ursache
Ursache des Holt-Oram-Syndroms sind genetische Mutationen im Genort 12q23-24.1 (TBX5) auf Chromosom 12, die bei 30 bis 70 von 100 Menschen mit dem Syndrom gefunden werden.
Wahrscheinlich können auch Besonderheiten in anderen Genen die gleiche Symptomatik hervorrufen.
Es besteht eine Assoziation mit dem Dreigliedriger Daumen-Polysyndaktylie-Syndrom.

## Differenzialdiagnose
Das Holt-Oram-Syndrom wird oft fehldiagnostiziert. Wichtig ist die Unterscheidung vom Okihiro-Syndrom (verursacht durch Besonderheiten im Gen SALL4 auf Chromosom 20). Hier liegen dieselben Armfehlbildungen und gelegentlich auch Herzfehler vor. Menschen mit dem Okihiro-Syndrom zeigen aber oft eine Duane-Anomalie, also eine besondere Form des Schielens, bei der man nicht nach außen sehen kann, Nierenfehlbildungen und/oder eine falsche Position der Nieren, dazu noch Hörstörungen, Ohrfehlbildungen und auch Fußfehlbildungen.
Andere Besonderheiten mit sehr ähnlicher Symptomatik sind das Thrombozytopenie-Absent-Radius-Syndrom (TAR) (hier sind die Daumen immer erhalten, der Radius fehlt aber und die Thrombozytenzahl ist niedriger als üblich) und die Fanconi-Anämie (hier liegt eine besondere Brüchigkeit der Chromosomen vor sowie eine Tumorneigung).
Abzugrenzen ist auch das Pallister-Hall-Syndrom und das Char-Syndrom.

## Prognose
Die Lebenserwartung von Menschen mit dem Holt-Oram-Syndrom ist im Allgemeinen nicht herabgesetzt; wobei es hier vor allem auf die Art und die Behandelbarkeit des Herzfehlers ankommt. Therapeutisch von Bedeutung sind die Korrektur des Herzfehlers sowie Korrekturen der Fehlbildungen der Extremitäten.